# Fantastic Four: Rise of the Silver Surfer
Fantastic Four: Rise of the Silver Surfer is een Amerikaans-Brits-Duitse sciencefiction-actiefilm uit 2007, gebaseerd op de Marvel Comicsstripserie Fantastic Four.
De film is een vervolg op de film Fantastic Four uit 2005. Tim Story, de regisseur van de vorige film, heeft ook deze film geregisseerd. Ook de originele acteurs uit deel 1 keren weer terug, met toevoeging van Kerry Washington en Beau Garrett.
De film ging in première op 15 juni 2007. In Amerika kreeg de film een rating van PG door de MPAA vanwege gewelddadige scènes en taalgebruik.

## Verhaal
Twee jaar zijn verstreken sinds de vorige film. Reed Richards en Susan Storm bereiden zich voor op hun huwelijk.
Een vreemd zilveren object betreedt de atmosfeer van de Aarde, en laat kosmische energie vrij die overal op Aarde diepe kraters doet ontstaan. De overheid benadert Reed om een sensor te bouwen en daarmee het object op te sporen.
Wanneer de trouwerij begint, detecteert Reeds sensor dat het object New York nadert. Terwijl het object dichterbij komt, ontstaat er een grote stroomstoring. Het object vernietigt de sensor terwijl de Fantastic Four de omstanders beschermen. De Human Torch zet de achtervolging op het object in en ontdekt dat het een zilverkleurig mensachtig wezen is op een soort surfplank: de Silver Surfer. Hij confronteert de Surfer, maar wordt door hem meegenomen naar de bovenste atmosfeer. Daar laat de Surfer hem vallen en het is enkel dankzij zijn krachten dat de Human Torch de val overleeft.
Reeds onderzoek toont aan dat de Surfer Johnny’s DNA heeft gedestabiliseerd bij hun aanraking. Als gevolg daarvan kan Johnny nu van krachten wisselen met zijn teamgenoten. Door de kosmische energie van de Surfer te traceren doet Reed een schokkende ontdekking: de Surfer heeft al vele andere planeten bezocht, die kort na zijn aankomst allemaal vernietigd zijn.
De reis rond de wereld van de Surfer brengt hem naar Latveria. Daar bevrijdt de kosmische energie van de Surfer Dr. Doom uit zijn metalen vorm waar hij twee jaar geleden in werd vastgezet. Doom, nu weer in zijn menselijke vorm, volgt de Surfer naar het noorden en stelt voor dat ze samenwerken. De Surfer slaat het aanbod af en Doom zet woedend de aanval in. De Surfer slaat Doom gemakkelijk van zich af en schiet hem door een lading ijs. De kosmische energie van de Surfer geneest Dooms lichaam geheel van alle veranderingen die hij in de eerste film had ondergaan.
Doom maakt hierop een deal met het Amerikaanse leger, dat de Fantastic Four dwingt met Doom samen te werken. De groep concludeert dat de surfplank de krachtbron van de Surfer is en maakt een plan om de Surfer en zijn plank te scheiden. Terwijl ze een pulsgenerator opzetten, wordt Susan geconfronteerd door de Surfer. Hij vertelt haar dat hij slechts een dienaar is van de werkelijke vernietiger der werelden. Het leger opent het vuur op de Surfer en leidt hem af, waarna de vier met de pulsgenerator de Surfer en zijn plank vangen.
Het leger sluit de Surfer op in Siberië en verbiedt de Fantastic Four om contact met hem te hebben. Ondertussen martelen ze hem voor informatie. Susan gebruikt haar krachten om zijn cel binnen te dringen, waar ze meer te weten komt over de Surfer. Hij is de dienaar van een zekere Galactus, een wezen dat zich moet voeden met planeten om te overleven. De surfplank van de Surfer is een soort baken, dat een signaal uitzendt naar Galactus en hem naar de Aarde leidt.
Doom gebruikt de kracht van de surfplank om het leger aan te vallen. De Fantastic Four redden de Surfer en volgen Doom in de Fantasticar. Ze confronteren hem in Shanghai. Gedurende het gevecht raakt Susan dodelijk gewond. Johnny absorbeert de krachten van alle vier de teamleden voor het gevecht. Thing slaat doom uiteindelijk de haven in, waar hij meteen naar de bodem zinkt en niet meer wordt gezien.
Ondertussen is Galactus al gearriveerd. De Surfer bemachtigt zijn surfplank en krijgt zo zijn krachten terug. Hij brengt Susan weer tot leven en besluit zich tegen Galactus te keren. Hij vliegt tegen Galactus aan. Dit heeft een enorme ontploffing tot gevolg, waarna noch Galactus, noch de Surfer meer te zien zijn.
Nu de crisis over is trouwen Reed en Susan in een kleine ceremonie.
In een bonusscène na de aftiteling is te zien dat de Surfer nog leeft.

## Rolverdeling
| Acteur             | Personage                       | Opmerkingen          |
| ------------------ | ------------------------------- | -------------------- |
| Ioan Gruffudd      | Reed Richards / Mr. Fantastic   |                      |
| Jessica Alba       | Sue Storm / The Invisible Woman |                      |
| Chris Evans        | Johnny Storm / The Human Torch  |                      |
| Michael Chiklis    | Ben Grimm / The Thing           |                      |
| Doug Jones         | Norrin Radd / The Silver Surfer |                      |
| Laurence Fishburne | Norrin Radd / The Silver Surfer | stem                 |
| Julian McMahon     | Victor von Doom / Doctor Doom   |                      |
| Kerry Washington   | Alicia Masters                  |                      |
| Vanessa Lachey     | Julie Angel                     | als Vanessa Minnillo |
| Beau Garrett       | Kapitein Frankie Raye           |                      |
| Andre Braugher     | Generaal Hager                  |                      |
| Brian Posehn       | Trouwambtenaar                  |                      |
| Stan Lee           | Zichzelf                        |                      |

## Achtergrond

### Productie
De eerste film bracht wereldwijd $330 miljoen op. Daarom huurde 20th Century Fox regisseur Tim Story en scriptschrijver Mark Frost in december 2005 in voor het maken van een vervolg. Frost en Don Payne zouden het script schrijven. Payne zei dat de film gebaseerd is op Fantastic Four #48-51, waarin Galactus ook voorkomt, en op delen 57-60, waarin Doom de krachten van de Surfer steelt. Verder is de film geïnspireerd door de Ultimate Marvel reeks.
Op 2 maart 2007 was Galactus' ontwerp nog altijd niet klaar en rond 18 april waren de producers er nog niet over uit of hij zou spreken of niet. In de uiteindelijke film verschijnt Galactus niet als personage in beeld.
De film bevat de Fantasti-Car, een grotere rol voor Kerry Washingtons personage Alicia Masters, en in juni 2006 werd aangekondigd dat de Silver Surfer in de film mee zou doen. De Silver Surfer werd gemaakt door een combinatie van het acteren van Doug Jones, een grijs-zilver pak ontworpen door Jose Fernandez en gemaakt door FX shop Spectral Motion, en CGI-effecten.
De werktitel van de film was Fantastic Four 2. Dit werd in augustus 2006 toen het filmen begon officieel veranderd in Fantastic Four: Rise of the Silver Surfer. Het filmen begon in Vancouver op 28 augustus 2006.
In augustus 2006 stopte acteur Andre Braugher met een bijrol in ER om mee te spelen in Rise of the Silver Surfer. Braugher werd gekozen als Generaal Hager. In September werd acteur Doug Jones geselecteerd als de Silver Surfer.

### Ontvangst
Hoewel veel critici het er over eens zijn dat de film superieur is aan de eerste film, is de film toch met gemengde gevoelens ontvangen. De film scoorde anno 2015 een score van 37% van de critici en 51% van het publiek op Rotten Tomatoes.
Degene die de film goed vonden, prezen de CGI-effecten en het personage van de Silver Surfer. The Times bijvoorbeeld gaf de film krediet voor de manier waarop het verhaal werd gepresenteerd. Empire magazine gaf de film 3 van de 5 sterren.
Toch waren er ook negatieve kritieken. The New York Times noemde de film een "amalgam of recycled ideas, dead air, dumb quips, casual sexism and pseudoscientific mumbo jumbo",

### Vervolg
De hoofdacteurs tekenden oorspronkelijk voor drie films en is dus beschikbaar voor als er ooit een derde F4 film wordt gemaakt. Acteur Julian McMahon heeft ook bijgetekend voor een derde film.
Scriptschrijver Don Payne zei dat hij dolgraag een spin-off zou willen maken met de Silver Surfer in de hoofdrol, en daarin zijn oorsprong zou onthullen. J. Michael Straczynski, schrijver van de huidige Silver Surfer: Requiem serie voor Marvel, schrijft een script voor Een Silver surfer film.

## Prijzen/nominaties
| jaar | prijs                  | categorie                                    | genomineerde(n)                                              | uitslag     |
| ---- | ---------------------- | -------------------------------------------- | ------------------------------------------------------------ | ----------- |
| 2007 | MTV Movie Award        | Beste zomerfilm die je nog niet hebt gezien  | Beste zomerfilm die je nog niet hebt gezien                  | Genomineerd |
| 2007 | National Movie Award   | Beste familiefilm                            | Beste familiefilm                                            | Genomineerd |
| 2007 | Teen Choice Award      | Choice Movie Actor: Action Adventure         | Chris Evans                                                  | Genomineerd |
| 2007 | Teen Choice Award      | Choice Movie Actress: Action Adventure       | Jessica Alba                                                 | Genomineerd |
| 2007 | Teen Choice Award      | Choice Movie: Action Adventure               | Choice Movie: Action Adventure                               | Genomineerd |
| 2007 | Teen Choice Award      | Choice Movie: Dance                          | Ioan Gruffudd                                                | Genomineerd |
| 2007 | Teen Choice Award      | Choice Movie: Hissy Fit                      | Jessica Alba                                                 | Genomineerd |
| 2007 | Teen Choice Award      | Choice Movie: Rumble                         | Chris Evans, Julian McMahon                                  | Genomineerd |
| 2007 | Teen Choice Award      | Choice Movie: Villain                        | Julian McMahon                                               | Genomineerd |
| 2007 | Teen Choice Award      | Choice Summer Movie - Drama/Action Adventure | Choice Summer Movie - Drama/Action Adventure                 | Genomineerd |
| 2008 | Saturn Award           | Beste sciencefictionfilm                     | Beste sciencefictionfilm                                     | Genomineerd |
| 2008 | Golden Trailer         | Best Teaser Poster                           | Best Teaser Poster                                           | Gewonnen    |
| 2008 | Blimp Award            | favoriete vrouwelijke filmster               | Jessica Alba                                                 | Gewonnen    |
| 2008 | Golden Raspberry Award | Slechtste actrice                            | Jessica Alba                                                 | Genomineerd |
| 2008 | Golden Raspberry Award | Slechtste schermkoppel                       | Jessica Alba, Hayden Christensen, Dane Cook en Ioan Gruffudd | Genomineerd |